# Сисканово
Сиска́ново (рос. Сысканово, башк. Сысҡан) — присілок у складі Кармаскалинського району Башкортостану, Росія. Входить до складу Сахаєвської сільської ради.
Населення — 109 осіб (2010; 116 в 2002).
Національний склад:
- башкири — 99 %